# 賊盗律
賊盗律（ぞくとうりつ）は律の篇目の1つ。謀反や殺人など国家秩序に対する犯罪である「賊」と強盗・人身売買など官民の財物及び人身を侵奪する犯罪である「盗」に関する犯罪と罰則を規定する。日本の養老律では、全12篇中第7篇に位置しており、全53条。

## 概要
中国戦国時代に李悝が著した『法経』に登場する「盗法」・「賊法」に由来するとされる。以後、「盗律・賊律」（漢・晋）、「盗却律・賊叛律」（梁・北周では「却盗律」）と長く2篇に分かれていたが、北斉で両律が統合されて初めて「賊盗律」が登場し、以後隋・唐に継承され、日本の律令法にも反映された。
大宝律にも採用されていたが、詳細は伝わっていない。養老律では全体のうちの大部分が散逸して内容が不明となっている中で賊盗律は職制律とともにほぼ完全に現在に伝えられている。その内容は刑罰が軽減されている規定があるものの、737年に制定された唐の開元二十五年律の賊盗律全54条とほぼ一致する。ただし、唯一地方官が自己管理下の官物等を盗む罪に関する規定「監臨主守自盗条（かんりんしゅしゅじとうじょう）」のみが養老律には無く、一方大宝律には同規定が存在したと思われる（『続日本紀』養老6年7月丙子（7日）条・天平4年7月丙午（5日）条など）から、養老律編纂において意図的な削除が行われて全53条として成立したと考えられている。
内容としては「賊」として謀反・謀叛・大逆・謀殺・厭魅・妖書妖言など、国家・社会・人身の秩序・安全に対する犯罪が掲げられ、「盗」には窃盗・強盗・略人・略奴婢など官民の財物や人身の侵奪に対する犯罪が掲げられた。
明治維新後に出された仮刑律や新律綱領、改定律例にも賊盗律の名称は受け継がれて1篇が設けられている。